# Lotus ornithopodioides
Lotus ornithopodioides är en ärtväxtart som beskrevs av Carl von Linné. Lotus ornithopodioides ingår i släktet käringtänder, och familjen ärtväxter. Inga underarter finns listade i Catalogue of Life.
Kronbladen är gula.